# Harduin Bießle
Harduin Bießle OSB (* 23. November 1902 in Gotzing; † 3. Oktober 1985) war ein deutscher Ordensgeistlicher und der erste Abt der Abtei Königsmünster in Meschede. Er wurde zusammen mit anderen Ordensbrüdern 1929 von der Erzabtei St. Ottilien nach Meschede geschickt, um ein Kloster zu gründen. 
Im Dezember 1956 wurde er zum Abt gewählt. Er gab sein Amt am 15. August 1976 ab und wirkte dann noch einige Jahre als Novizenmeister. Sein Nachfolger als Abt wurde Stephan Schröer. Abt Harduin starb nach einer Herzoperation.
1967 wurde Harduin Bießle von Kardinal-Großmeister Eugène Kardinal Tisserant zum Ritter des Ritterordens vom Heiligen Grab zu Jerusalem ernannt und am 29. April 1967 in Münster durch Lorenz Kardinal Jaeger, Großprior der deutschen Statthalterei, investiert. 
Die Stadt Meschede verlieh ihm am 23. November 1972 die Ehrenbürgerwürde. Er ist Namensgeber der Abt Harduin Bießle Stiftung am Gymnasium der Benediktiner in Meschede.